# Biem (Soudan du Sud)
Pour les articles homonymes, voir Biem.
Biem est une ville du Soudan du Sud, dans l'État d'Unité.
La ville est située au nord de la rivière Bajr Al-Arab, à approximativement 70 kilomètres au nord-est de Bentiu.

## Économie
L'élevage du bétail est un pilier de l'économie de la ville.

### Le pétrole
Le village est situé dans la région pétrolifère de Heglig. Durant la seconde guerre civile soudanaise, Biem fut affecté, non seulement à cause de sa proximité avec la frontière avec le Soudan du Nord, mais aussi à cause de ses champs pétrolifères. Cela conduisit à des famines et des maladies dans la population locale.

## Histoire
Biem fut sous contrôle de l'armée populaire de libération du Soudan et devint un havre pour elle.
En 1999, les forces gouvernementales détruisirent le village durant l'une de leurs campagnes.

## Source
- (en) Cet article est partiellement ou en totalité issu de l’article de Wikipédia en anglais intitulé « Biem, South Sudan » (voir la liste des auteurs).